# История Севильи
История Севильи начинается с древних времён, когда в нынешнем центре Севильи поселились первые люди.

## До нашей эры
Первым поселением, возникшим на территории Севильи является финикийское поселение Сефеле, появившееся в 3 тысячелетии до н. э. Именно здесь, на месте этого поселения римляне в середине II века до н. э. основали город Испалис (Гиспалис), который стал римской колонией.
В 206 году до н. э. к северу от Сантипонсе, в 9 км на северо-запад от современной Севильи для поселения римских войск был основан город Италика. Фактически это было первой колонией римлян в Испании. В 49 году до н. э. Италика была переименована Юлием Цезарем в Хиспалис и тем самым превратилась в официальную колонию Римской Империи.

## Наша эра
В V—VI веках нынешнюю Андалусию захватили вандалы, свевы и вестготы.
В 712 году арабы завоевали город. Севилья стала столица царей Омейядского халифата на протяжении VIII—XIII веков. Нынешнее название Севильи происходит от названия провинции Ишбилья, столицей которого стал город после завоевания арабов. Сначала здесь правила династия Альморавидов, а позднее — династия Альмохадов. В 844 году норманны разрушили город.
В XI веке, вслед за распадом Кордовского халифата на феодальные владения в Севилье укрепилась династия Тайфа. В конце века Севилью захватили берберы. Севилья с 1248 года стала городом христианских испанцев, когда войска Фердинанда III Кастильского захватили город.
После открытия Америки, в XVI и XVII веках Севилья превратилась в главный торговый порт Испанской империи, а также центром художественного искусства.
Во время инквизиции в Севилье было построено Кемадеро, приспособление для сожжения еретиков. Около 30 тысяч мавританских ремесленников бежали из Севильи, что привело к падению значения города. К этому также повлияло развитие нового порта Кадис. Вслед за этим последовала эпидемия чумы (1649), которая сократила население города. Далее перенос в 1717 году в Кадис Каса-де-ла-Контратасьон, которая контролировала торговлю с Америкой ещё более ослабил значение города. В 1729 году Севилья стала центром договора о мире и дружбе между Испанией, Францией, Англией и Нидерландами.

## XIX век

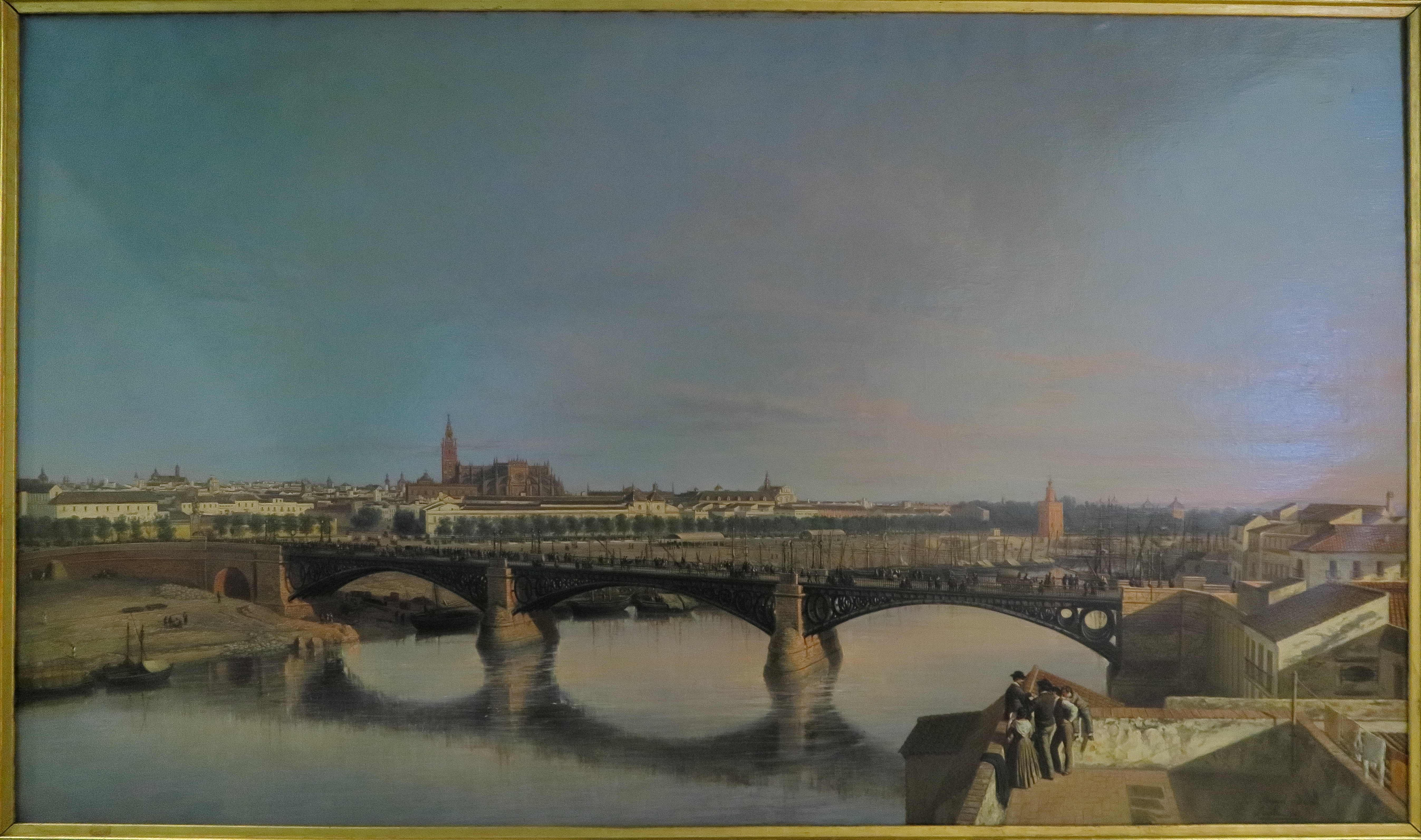
Вид Севильи
Мануэль Баррон-и-Каррильо, 1862

В 1808 году Севилья стала центром сопротивления вторжению французов во главе с Наполеоном.

## XX век
В 1992 году в Севилье прошли празднования 500-летия открытия Америки.

## Современное состояние
В 2005 году в Севилье состоялись празднование столетия футбольного клуба Севилья, а в 2007 году — Реал Бетис.